# Wikstroemia sikokiana
Espèce
Synonymes
- Diplomorpha sikokiana (Franch. & Sav.) Nakai[1]

Wikstroemia sikokiana est une espèce de plantes à fibre de la famille des Thymelaeaceae.
Elle est notamment utilisée au Japon pour produire le ganpi (雁皮) ou ganpishi (雁皮紙) utilisé notamment dans le papier torinokogami (鳥の子紙).